# Transcendentní číslo
Transcendentní číslo je takové komplexní číslo, které není kořenem žádné algebraické rovnice s racionálními koeficienty. Netranscedentní komplexní čísla se proto nazývají algebraická čísla.
Lze dokázat, že čísla π nebo e jsou transcendentní. Takových čísel je dokonce nespočetně mnoho. Na tom je také založen Cantorův nekonstruktivní důkaz existence transcendentních čísel (viz níže).

## Důkazy

### Liouvillův důkaz
Důkaz existence těchto čísel přinesl v roce 1840 francouzský matematik Joseph Liouville, když zkoumal rozložení kořenů algebraických rovnic na reálné přímce.
Poté, co se neúspěšně pokoušel dokázat, že Eulerovo číslo je transcendentní, se mu také podařilo zkonstruovat nekonečnou řadu těchto čísel jako součty posloupností zlomků. Mimo jiné zkonstruoval také Liouvilleovu konstantu
0,1100010000000000000000010000...
kde 1 je na n!-tém místě za desetinnou čárkou a 0 na ostatních místech.

### Cantorův nekonstruktivní důkaz
Zajímavý je také důkaz, který roku 1873 podal Georg Cantor. Díky práci Richarda Dedekinda věděl již Cantor, že všech algebraických čísel je pouze spočetně mnoho. Když tedy ukázal, že všech reálných čísel spočetně mnoho není, prokázal tím zároveň, že obory algebraických a reálných čísel nemohou být totožné, tedy transcendentní čísla existují. Cantor dokázal dokonce více: transcendentních čísel je nespočetně mnoho, tedy více než čísel algebraických, a to aniž by jeho důkaz obsahoval jakýkoli náznak konstrukce byť jen jediného transcendentního čísla. Jeho důkaz tedy spadá do kategorie nekonstruktivních důkazů.

### Cantorův konstruktivní důkaz
Cantor též předložil následující, méně slavný, konstruktivní důkaz.
Zvolme funkci f přirozených čísel, která očíslovává všechna algebraická čísla. Dedekind předvedl konstrukci konstruktivní funkce f. Konstruktivitou funkce f je míněno, že pro každá dvě přirozená čísla m,n lze numericky stanovit hodnotu f(m) s přesností 1./n. V definici funkce f se využívá kódování polynomů s racionálními koeficienty přirozenými čísly. Exaktní definování funkce f, ač přímočaré, je velmi zdlouhavé a rutinní, a tak tyto technické detaily zde pomineme.
Konstrukce transcendentního čísla spočívá v nalezení posloupnosti uzavřených intervalů I1, I2, I3, I4..., jež je klesající posloupností vůči relaci býti podmnožinou. Vzhledem k úplnosti množiny reálných čísel průnik této posloupnosti je neprázdný. Číslo X patřící do tohoto průniku bude hledaným transcendentním číslem.
Za interval I1 lze zvolit třeba interval [0, 1]. Je-li již stanoveno prvních n intervalů, zvolme libovolný systém n+1 intervalů takových, že:
- Jedná se o uzavřené intervaly.
- Krajní body intervalů jsou racionální čísla.
- Jedná se o podintervaly intervalu In.
- Prvky systému jsou disjunktní.
- Nejedná se o jednobodové intervaly.

Tento systém lze nalézt mimo jiné výběrem z ekvidistančním rozdělením intervalu In na 3*(n+1) úseků. Z Dirichletova principu plyne, že některý podinterval neobsahuje žádné z čísel f(1), f(2), f(3), ... f(n). Tento podinterval budiž intervalem I(n+1).
Nyní zbývá dokázat, že číslo X je transcendentní. Dokazujme sporem. Nechť X je algebraické číslo, pak existuje přirozené číslo n takové, že X = f(n). Číslo X je však obsaženo v intervalu I(n+1), který z definice neobsahuje číslo f(n). Tedy X nemůže být rovno f(n). Což je spor.

### Turingova konstrukce
Vyčíslení - zde míněno vždy na Turingově stroji - kořene polynomu s racionálními koeficienty na požadovaný počet desetinných míst je úloha s (nejvýše) polynomiální časovou složitostí. Z definice je každé algebraické číslo kořenem nějakého takovéhoto polynomu, a tak vyčíslení číslice na n-tém místě desetinného rozvoje algebraického čísla je úloha s polynomiální časovou složitostí.
Z teorie složitosti (resp. množin, dokazatelnosti, modelů, vyčíslitelnosti apod.) známe různé množiny přirozených čísel, kdy úloha rozhodnout, zda číslo je prvkem množiny, není úloha s polynomiální časovou složitostí. Vyberme si nějakou množinu A s touto vlastností. Definujme číslo X z intervalu [0., 1./9] tak, že.:
- Na n-tém místě jeho desetinného rozvoje je číslice 0, právě když n je prvkem množiny A.
- Jinak budiž na n-tém místě jeho desetinného rozvoje číslice 1.

Vyčíslení čísla X na požadovaný počet desetinných míst není úloha s polynomiální časovou složitostí, což plyne z volby generujicí množiny A. Číslo X není tedy algebraické číslo.

## Význam
Důkaz, že číslo π je transcendentní, např. s konečnou platností dokazuje nemožnost kvadratury kruhu.